# Aller-Retour (album de Bon Entendeur)
Pour les articles homonymes, voir Aller retour (homonymie).
Albums de Bon Entendeur
Minuit
(2021)
Aller-Retour est le premier album du collectif français Bon Entendeur sorti chez Columbia/Sony Music.
L'album contient leur premier single Le Temps est Bon et plusieurs autres chansons françaises remixées ainsi que trois interviews inédites (les Entrevues) réalisées sur le principes des mixtapes qui les ont fait connaitre.
Le single Le Temps est Bon ainsi que l'album reçoivent une certification  Platine, en 2019 et 2022 respectivement.

## Liste des pistes
| 1.  | Coup de Tête (vs Pierre Bachelet)           | Jean Schultheis, Pierre Bachelet                          | 3:53 |
| 2.  | Entrevue Optimisme (feat. PPDA)             | Paul-Henry Vuillemin                                      | 3:45 |
| 3.  | Vive Nous (vs Louis Chedid)                 | Louis Chedid                                              | 3:22 |
| 4.  | Le Temps est Bon (vs Isabelle Pierre)       | Stéphane Venne                                            | 3:24 |
| 5.  | La Rua Madureira (vs Nino Ferrer)           | Nino Ferrer, Paule Zambernadi                             | 3:42 |
| 6.  | Entrevue Expérience (vs Frédéric Beigbeder) | Thomas Clairice, Jean-Étienne Maillard, Quentin Guglielmi | 3:43 |
| 7.  | Tu Fais Partie Du Passé (vs Zouzou)         | Jacques Dutronc                                           | 2:51 |
| 8.  | Mon Voisin (vs Véronique Sanson)            | Violaine Sanson, Véronique Sanson                         | 2:53 |
| 9.  | Entrevue Séduction (feat. Pierre Niney)     | Thomas Clairice, Jean-Étienne Maillard, Quentin Guglielmi | 3:13 |
| 10. | L'amour, L'amour, L'amour (vs Mouloudji)    | Jack Arel                                                 | 3:07 |
| 11. | L'amour Joue Au Violon (vs Jeanette)        | André Popp                                                | 3:27 |
| 12. | Mes Amis, Mes Copains (vs Annie Philippe)   | Jean Leccia                                               | 3:18 |
| 13. | Love Is Blue (vs André Popp)                | André Popp                                                | 3:30 |
| 14. | Maria (vs Charles Dumont)                   | Charles Dumont                                            | 3:31 |

| 15. | Love On Concorde (feat. Alice et Moi) | André Popp                                                                           | 2:56 |
| 16. | Basta Cosi (feat. Alex Rossi)         | Thomas Clairice, Jean-Étienne Maillard, Quentin Guglielmi                            | 3:57 |
| 17. | Monaco (vs Jean-François Maurice)     | Alberto Salermo, Didier Barbelivien, Jean Maurice François Albertini, Mauro Giordani | 4:31 |
| 18. | Viens A Juan-les-Pins (vs Bob Azzam)  | Marcel Bianchi                                                                       | 3:15 |

### Entrevues

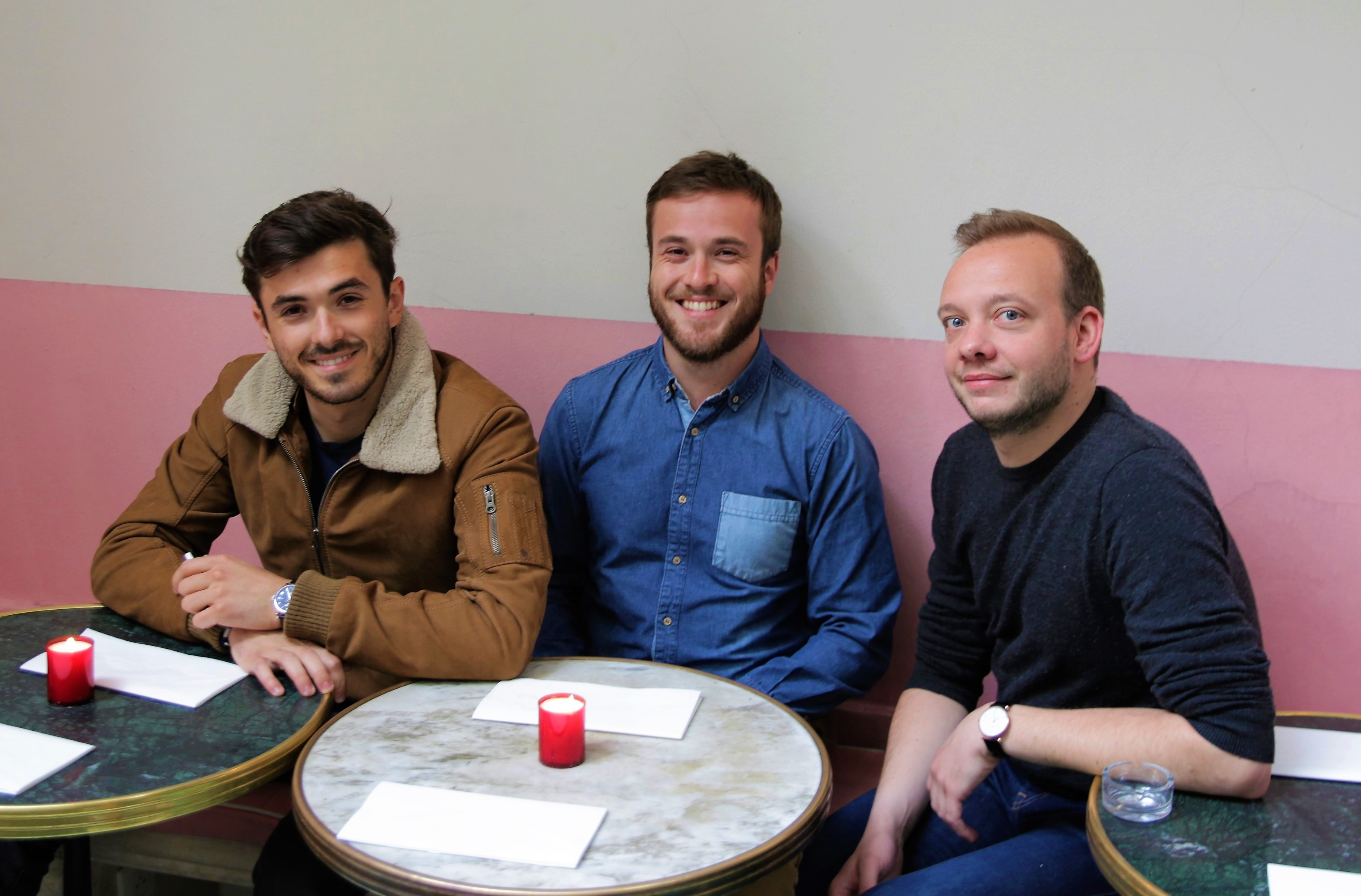
Le collectif Bon Entendeur (de gauche à droite) : Arnaud Bonet, Pierre Della Monica et Nicolas Boisseleau.

Nicolas Boisseleau raconte : "On a fait appel à des personnalités qui véhiculent un message fort. [...] La voix [de PPDA] s’est installée dans les foyers francophones. Beigbeder représente la littérature et Pierre Niney, le cinéma. Ce côté “triptyque” nous plaisait. On les a invités en studio et on leur a demandé de répondre à nos questions. Il fallait qu’ils se sentent à l’aise, qu’ils soient détendus pour que ça fonctionne. Généralement, nos conversations durent une heure et l’on ne garde que quatre minutes pour un morceau.”

## Classements et récompenses
| Classement (2019-2020)    | Meilleure position |
| ------------------------- | ------------------ |
| France (SNEP)             | 25                 |
| France (Pure Charts)      | 33                 |
| Belgique (Ultratop Album) | 69                 |

### Classements des singles
- Le Temps est Bon : 
  - #58 ( France SNEP)[6],
  - #35 ( France Pure Charts)[7],
  - #Tip 5 ( Belgique Ultratop 50 francophone)[6]
- La Rua Madureira : 
  - #193 ( France SNEP)[8],
  - #80 ( France Pure Charts)[9],
  - #Tip 13 ( Belgique Ultratop 50 francophone)[8]

- Monaco :
  - #66 ( France Pure Charts)[10]

- L'amour, L'amour, L'amour :
  - #91 ( France Pure Charts)[11]

### Certifications
- Le single Le Temps est Bon obtient une certification  Diamant en 2021[12],
- Le single La Rue Madureira obtient une certification  Or en 2021[12],
- Le single L'amour, l'amour, l'amour obtient une certification  Platine en mai 2024[12],
- L'album Aller-Retour obtient une certification  Platine en 2022[12].

## Pochette
L'illustration de la pochette est réalisée par Paul Grelet.

## Critiques
- Pour L'Express[13] : "il exhume des étagères de notre répertoire francophone des pépites sonores des années 1960 et 1970. Et leur redonne un sacré coup de peinture ensoleillée. Aller-retour [...] porte assurément bien son nom". Il lui attribue la note de 16/20.
- Pour Musiq3[14] : "c’est bien un travail de mise en lumière, un peu comme un archéologue qui découvre une merveille enfouie, et qui la remet en valeur et avec des techniques modernes".
- Pour La Distillerie Musicale[15] : "en utilisant des chansons plus ou moins récentes, ils ajoutent une touche de modernité sur des morceaux d’une autre génération, pour faire danser la nouvelle. [...] C’est ainsi que L’amour, l’amour l’amour ; La Rua Madureira et L’amour joue du violon sont à nouveau de bon titres, respectant la musique originale, mais aussi les codes de la musique d’aujourd’hui". L'album se voit attribuer la note de 17/20.
- Sur SensCritique, l'album reçoit une note de 6.1/10 sur 285 votants[16].